# Sclerophrys lemairii
Sclerophrys lemairii es una especie de anfibios anuros de la familia Bufonidae.

## Distribución geográfica y hábitat
Habita en Angola, norte de Botsuana, sur de la República del Congo, República Democrática del Congo, norte de Namibia y norte de Zambia.
Su hábitat natural incluye sabanas secas, praderas, praderas temporalmente inundadas, pantanos y marismas de agua dulce.
Está amenazada por la pérdida de su hábitat natural.